# Stefan Leifels
Stefan Leifels (* 16. Februar 1973 in Paderborn) ist ein deutscher Squashspieler.

## Karriere
Stefan Leifels war von Mitte der 1990er-Jahre bis 2005 als professioneller Squashspieler aktiv und gewann in der Zeit zwei Titel auf der PSA World Tour. Seine höchste Platzierung in der Weltrangliste erreichte er mit Position 95 im März 2004. Im selben Jahre wurde er deutscher Landesmeister. Stefan Leifels war bei mehreren Meisterschaften Teil der deutschen Nationalmannschaft. Mit dieser nahm er 1995, 2001, 2003, 2005 und 2009 an Weltmeisterschaften teil, sowie an zahlreichen Europameisterschaften. Im Jahr 2005 nahm er zudem für Deutschland an den World Games teil. Mit dem Paderborner SC gewann er mehrere Male die European Squash Club Championships und die deutsche Mannschaftsmeisterschaft.

## Erfolge
- Gewonnene PSA-Titel: 2
- Europapokalsieger mit dem Paderborner SC: 5 Titel (2003, 2004, 2005, 2007, 2008)
- Deutscher Einzelmeister: 2004
- Mehrfacher deutscher Mannschaftsmeister